# Osasio
Osasio je italská obec v provincii Torino v oblasti Piemont.
K 31. prosinci 2011 zde žilo 917 obyvatel.

## Sousední obce
Carignano, Castagnole Piemonte, Lombriasco, Pancalieri, Virle Piemonte